# 胡漢
胡漢（1443年—？），字源梁，江西廣信府鉛山縣人，民籍。明朝政治人物。進士出身。

## 生平
江西鄉試第三十三名。成化八年（1472年）壬辰科會試第三十七名，殿試登進士第三甲第九十七名。

## 家族
曾祖父胡宣。祖父胡添。父亲胡思弘，贈工部主事。